# Myrto Uzuni
Myrto Uzuni (Berat, 1995. május 31. –) albán válogatott labdarúgó, az amerikai Austin FC játékosa.
2020-ban Albániában a Sport Ekspres című lap szavazásán az év legjobb sportolójának választották.

## Pályafutása

### Klubcsapatokban

#### Tomori Berat
Uzuni Beratban született, de családja nem sokkal később Görögországba költözött, ahol 2012-ig élt. Ezt követően visszatért szülővárosába, ahol csatlakozott a helyi KF Tomori csapatához. A 2012–13-as szezonban ő volt az U17-es bajnokság legjobb gólszerzője 14 találattal. A következő idényben az U19-es csapattal nyert bajnokságot, ezt követően pedig felkerült az első csapat keretéhez.
2013. október 24-én, az Albán Kupában mutatkozott be a felnőttek között, amikor csereként beállva gólpasszt adott a Pogradeci elleni mérkőzésen. Az ezt követő időszakban az U19-es csapatban játszott, de a kupában rendszeresen pályára lépett az első csapatban is és november 6-án ugyancsak a Pogradeci ellen megszerezte első gólját is a csapatban. Az albán másodosztályban 2013. december 14-én debütált egy Veleçiku elleni mérkőzésen. Első felnőtt szezonjában tizenegy bajnokin játszott, összességében pedig tizenöt tétmérkőzésen kapott lehetőséget, ezeken három gólt szerzett. 
A következő szezon előtt kinevezett új vezetőedző, Eqerem Memushi több játéklehetőséget adott a fiatal játékosoknak, így Uzuni is egyre több lehetőséget kapott a felnőttek között.A bajnokság első felében tizenegy találkozón kétszer volt eredményes, és őt választották az év játékosának a csapat szurkolói.

#### Apolonia
2015 januárjában négyéves szerződést írt alá az élvonalbeli Apolonia csapatával. Az idény végén a klub kiesett a másodosztályba, Uzuni fél év alatt tizennyolc bajnokin kapott lehetőséget az albán első osztályban. A következő két szezonban meghatározó tagjává vált a csapatnak, azonban a visszajutás az első osztályba nem sikerült, hiába szerzett Uzuni a 2016–17-es szezonban huszonhat bajnokin tizenhét gólt.

#### KF Laçi
2017. augusztus 17-én az élvonalbeli Laçi szerződtette 20 000 euró ellenében. Még aznap pályára lépett és gólt szerzett az KF Iliria elleni felkészülési mérkőzésen. 2017. szeptember 10-én mutatkozott be új csapatában tétmérkőzésen a Partizani Tirana ellen 2–0-ra megnyert bajnokin. Első gólját október 21-én szerezte a Lushnja ellen a bajnokság 6. fordulójában. December 10-én az ő góljával sikerült legyőzni a Skënderbeu csapatát, amely ellen a Laçi 2015áprilisa óta tudott ismét bajnoki mérkőzést nyerni. A szezon végén csapat a negyedik helyen zárta a bajnokságot, így négy év után indulhatott az Európa-liga selejtezőjében. Uzuni 35 bajnokin tízszer volt eredményes és hét gólpasszt is kiosztott.
2018. július 12-én, a ciprusi Anórthoszi ellen mutatkozott be a nemzetközi kupaporondon. Végigjátszotta a 2–1-re elvesztett találkozót, a visszavágón pedig a 88. percben elért fejesgóljával idegenben szerzett góllal továbbjuttatta csapatát. A következő selejtezőkörben a norvég Molde 5–0-s összesítéssel ejtette ki az albán csapatot.
Utolsó mérkőzését 2018. augusztus 31-én játszotta a csapatban a Skënderbeu elleni 1–1-es döntetlen alkalmával, amikor is ő szerezte csapata gólját.

#### NK Lokomotiva
2018. szeptember 3-án jelentették be hivatalosan, hogy Uzuni a horvát élvonalban szereplő Lokomotiva Zagreb játékosa lett. A zágrábi csapat négyéves szerződést kötött a középpályással és 350 000 eurót fizetett érte volt klubjának. Szeptember 16-án, a Slaven Belupo ellen 5–2-re megnyert bajnokin mutatkozott be új csapatában. Első gólját a bajnokság harmadik fordulójában, a Gorica ellen 3–0-ra megnyert találkozón szerezte. A 2019-2020-as szezonban 34 tétmérkőzésen 12 gólt szerzett és hét gólpasszt adott csapattársainak, valamint bejutott csapatával a Horvát Kupa döntőjébe.

#### Ferencváros
2020. július 17-én a magyar bajnoki címvédő Ferencváros jelentette be szerződtetését. 2020. szeptember 16-án a Dinamo Zagreb elleni Bajnokok Ligája selejtezőn előbb egy balszerencsés öngólt vétett, majd a 2–1-re megnyert mérkőzésen győztes gólt szerzett. A selejtező play-off-párharcában a norvég Molde FK elleni idegenben elért 3–3 során szintén gólt lőtt. Első gólját a magyar élvonalban a bajnokság 10. fordulójában szerezte, a Mezőkövesd ellen 3–0-ra megnyert mérkőzésen.
A Bajnokok Ligája csoportkörében a Juventus elleni 2–1-es idegenbeli vereség alkalmával ő szerezte a Ferencváros gólját. 2021. január 23. és február 7. között 5 bajnoki mérkőzésen 5 gólt szerzett. A 2020–21-es szezonban 12 találattal házi gólkirály lett az FTC-ben, a szurkolók az idény legjobb Fradi-futballistájának választották.
A 2021–2022-es Bajnokok Ligája-selejtező első fordulójában, a koszovói Pristina elleni visszavágón mesterhármast ért el. Nemzetközi tétmérkőzésen legutóbb közel 46 éve ért el mesterhármast ferencvárosi játékos. 2021. szeptember 19-én a Magyar Kupa 3. fordulójában az FC Hatvan ellen 9–0-ra megnyert mérkőzésen 6 gólt szerzett.
2021. szeptember 30-án a 2021–2022-es Európa-liga csoportkörének 2. fordulójában gólt lőtt a Real Betisnek a hazai pályán 3–1-re elveszített mérkőzésen. 2021. október 27-én a Magyar Kupa 4. fordulójában a Tököl VSK ellen 7–0-ra megnyert mérkőzésen 2 tizenegyest is értékesített.
A 2021-es Magyar Aranylabda-szavazáson az év legjobb NB I-es játékosának választották.
2022. január 27-ig 67 tétmérkőzésen 36 gólt szerzett és 14 gólpasszt adott.

#### Granada
2022. január 31-től a Granada játékosa.
Február 6-án mutatkozott be az andalúz csapatban, a La Liga 2021–22-es idényének 23. fordulójában a Real Madrid elleni 1–0-ra elveszített mérkőzésen. 2022. május 7-én lőtte első gólját a Granada csapatában – csereként beállva – a Mallorca ellen 6–2-re megnyert bajnoki mérkőzésen. 2023 elején 4 győztes bajnoki mérkőzésen csapata 7 góljából 6-ot ő szerzett. A szezon végén a Granada feljutott a spanyol éálvonalba, Uzuni pedig 23 góljával gólkirályi címet szerzett a másodosztályban.

#### Austin FC
2025. január 24-én hároméves szerződést írt alá az MLS-ben szereplő Austin FC-vel 12,3 millió dolláros átigazolási díjért.

### A válogatottban
2015 februárjában kapott először meghívót az albán U21-es korosztályos válogatottban, amikor Skënder Gega rá is számított a főként az albán élvonalban játszókra épülő háromnapos összetartáson.
2015 márciusában meghívót kapott a 2017-es U21-es labdarúgó-Európa-bajnokságselejtezőire is. Luxemburg ellen végigjátszotta az első mérkőzést, Albánia 2–0-ra győzött Rey Manaj és Liridon Latifi góljaival, de végül nem jutott ki a kontinenstornára. 2016. március 20-án szerezte egyetlen gólját a csapatban egy Csehország elleni 1–1-es felkészülési mérkőzés alkalmával.
2018. október 2-án mutatkozott be az albán felnőtt válogatottban az Izrael ellen játszott Nemzetek Ligája-mérkőzésen. 2020. november 11-én gólt lőtt és gólpasszt adott a Koszovó ellen 2–1-re megnyert felkészülési mérkőzésen.

## Statisztika

### Klubcsapatokban
2025. május 31-én frissítve.
| Klub              | Szezon         | Bajnokság          | Bajnokság | Bajnokság | Kupa  | Kupa  | Nemzetközi | Nemzetközi | Egyéb | Egyéb | Összes | Összes |
| Klub              | Szezon         | Bajnokság          | Mérk.     | Gólok     | Mérk. | Gólok | Mérk.      | Gólok      | Mérk. | Gólok | Mérk.  | Gólok  |
| ----------------- | -------------- | ------------------ | --------- | --------- | ----- | ----- | ---------- | ---------- | ----- | ----- | ------ | ------ |
| Tomori            | 2013–14        | Albán másodosztály | 11        | 1         | 4     | 2     | —          | —          | —     | —     | 15     | 3      |
| Tomori            | 2014–15        | Albán másodosztály | 12        | 2         | 1     | 0     | —          | —          | —     | —     | 13     | 2      |
| Tomori            | Összesen       | Összesen           | 23        | 3         | 5     | 2     | —          | —          | —     | —     | 28     | 5      |
| Apolonia          | 2014–15        | Albán Szuperliga   | 18        | 1         | 2     | 1     | —          | —          | —     | —     | 20     | 2      |
| Apolonia          | 2015–16        | Albán másodosztály | 25        | 5         | 4     | 1     | —          | —          | —     | —     | 29     | 6      |
| Apolonia          | 2016–17        | Albán másodosztály | 26        | 17        | 3     | 4     | —          | —          | —     | —     | 29     | 21     |
| Apolonia          | Összesen       | Összesen           | 69        | 23        | 9     | 6     | —          | —          | —     | —     | 78     | 29     |
| Laçi              | 2017–18        | Albán Szuperliga   | 35        | 10        | 7     | 1     | —          | —          | —     | —     | 42     | 11     |
| Laçi              | 2018–19        | Albán Szuperliga   | 3         | 1         | 0     | 0     | 4          | 1          | 1     | 0     | 8      | 2      |
| Laçi              | Összesen       | Összesen           | 38        | 11        | 7     | 1     | 4          | 1          | 1     | 0     | 50     | 13     |
| Lokomotiva Zagreb | 2018–19        | Telekom Prva Liga  | 29        | 7         | 3     | 1     | —          | —          | —     | —     | 32     | 8      |
| Lokomotiva Zagreb | 2019–20        | Telekom Prva Liga  | 32        | 9         | 5     | 3     | —          | —          | —     | —     | 37     | 12     |
| Lokomotiva Zagreb | Összesen       | Összesen           | 61        | 16        | 8     | 4     | 0          | 0          | 0     | 0     | 69     | 20     |
| Ferencváros       | 2020–21        | Magyar bajnokság   | 26        | 12        | 1     | 0     | 9          | 3          | —     | —     | 36     | 15     |
| Ferencváros       | 2021–22        | Magyar bajnokság   | 16        | 7         | 2     | 8     | 13         | 6          | —     | —     | 31     | 21     |
| Ferencváros       | Összesen       | Összesen           | 42        | 19        | 3     | 8     | 22         | 9          | 0     | 0     | 67     | 36     |
| Granada           | 2021–22        | La Liga            | 15        | 1         | 0     | 0     | 0          | 0          | —     | —     | 15     | 1      |
| Granada           | 2022–23        | La Liga 2          | 38        | 23        | 1     | 0     | 0          | 0          | —     | —     | 39     | 23     |
| Granada           | 2023–24        | La Liga            | 34        | 11        | 0     | 0     | 0          | 0          | —     | —     | 34     | 11     |
| Granada           | 2024–25        | La Liga            | 18        | 14        | 0     | 0     | 0          | 0          | —     | —     | 18     | 14     |
| Granada           | Összesen       | Összesen           | 105       | 49        | 1     | 0     | 0          | 0          | 0     | 0     | 106    | 49     |
| Austin FC         | 2025           | MLS                | 15        | 1         | 2     | 1     | 0          | 0          | —     | —     | 17     | 2      |
| Austin FC         | Összesen       | Összesen           | 15        | 1         | 2     | 1     | 0          | 0          | 0     | 0     | 17     | 2      |
| Karrier összes    | Karrier összes | Karrier összes     | 353       | 122       | 35    | 22    | 26         | 10         | 1     | 0     | 415    | 154    |

### A válogatottban
2025. június 10-i állapot alapján lett frissítve.
| Albánia  | Albánia         | Albánia |
| Év       | Pályára lépések | Gólok   |
| -------- | --------------- | ------- |
| 2018     | 4               | 0       |
| 2019     | 4               | 0       |
| 2020     | 4               | 1       |
| 2021     | 10              | 2       |
| 2022     | 6               | 2       |
| 2023     | 7               | 0       |
| 2024     | 3               | 0       |
| 2025     | 4               | 1       |
| Összesen | 42              | 6       |

### Mérkőzései az albán válogatottban
megjegyzés Az eredmények az albán válogatott szemszögéből értendők.
| #   | Dátum                | Ellenfél         | Eredmény | Kiírás                 | Esemény   |
| --- | -------------------- | ---------------- | -------- | ---------------------- | --------- |
| 1.  | 2018. október 10.    | Jordánia         | 0 – 0    | barátságos mérkőzés    | 46' 83'   |
| 2.  | 2018. október 14.    | Izrael           | 0 – 2    | Nemzetek Ligája        |           |
| 3.  | 2018. november 17.   | Skócia           | 0 – 4    | Nemzetek Ligája        |           |
| 4.  | 2018. november 20.   | Wales            | 1 – 0    | barátságos mérkőzés    |           |
| 5.  | 2019. március 22.    | Törökország      | 0 – 2    | Eb-selejtező           |           |
| 6.  | 2019. március 25.    | Andorra          | 3 – 0    | Eb-selejtező           |           |
| 7.  | 2019. június 11.     | Moldova          | 2 – 0    | Eb-selejtező           |           |
| 8.  | 2019. szeptember 7.  | Franciaország    | 1 – 4    | Eb-selejtező           |           |
| 9.  | 2020. szeptember 7.  | Litvánia         | 0 – 1    | Nemzetek Ligája        | 60'       |
| 10. | 2020. november 11.   | Koszovó          | 2 – 1    | barátságos mérkőzés    | 65' 85'   |
| 11. | 2020. november 15.   | Kazahsztán       | 3 – 1    | Nemzetek Ligája        | 67'       |
| 12. | 2020. november 18.   | Fehéroroszország | 3 – 2    | Nemzetek Ligája        | 71' 90+2' |
| 13. | 2021. március 25.    | Andorra          | 1 – 0    | Világbajnoki selejtező | 62'       |
| 14. | 2021. március 28.    | Anglia           | 0 – 2    | Világbajnoki selejtező |           |
| 15. | 2021. március 31.    | San Marino       | 2 – 0    | Világbajnoki selejtező | 46' 85'   |
| 16. | 2021. szeptember 2.  | Lengyelország    | 1 – 4    | Világbajnoki selejtező | 83'       |
| 17. | 2021. szeptember 5.  | Magyarország     | 1 – 0    | Világbajnoki selejtező |           |
| 18. | 2021. szeptember 8.  | San Marino       | 5 – 0    | Világbajnoki selejtező | 80' 81'   |
| 19. | 2021. október 9.     | Magyarország     | 1 – 0    | Világbajnoki selejtező | 66'       |
| 20. | 2021. október 12.    | Lengyelország    | 0 – 1    | Világbajnoki selejtező | 58'       |
| 21. | 2021. november 12.   | Anglia           | 0 – 5    | Világbajnoki selejtező | 85'       |
| 22. | 2021. november 15.   | Andorra          | 1 – 0    | Világbajnoki selejtező |           |
| 23. | 2022. március 26.    | Spanyolország    | 1 – 2    | barátságos mérkőzés    | 61' 85'   |
| 24. | 2022. június 10.     | Izrael           | 1 – 2    | Nemzetek Ligája        | 84'       |
| 25. | 2022. június 13.     | Észtország       | 0 – 0    | barátságos mérkőzés    | 46'       |
| 26. | 2022. szeptember 24. | Izrael           | 1 – 2    | Nemzetek Ligája        | 78' 88'   |
| 27. | 2022. szeptember 27. | Izland           | 1 – 1    | Nemzetek Ligája        |           |
| 28. | 2022. november 16.   | Olaszország      | 1 – 3    | barátságos mérkőzés    | 88'       |
| 29. | 2023. március 27.    | Lengyelország    | 0 – 1    | Eb-selejtező           |           |
| 30. | 2023. június 17.     | Moldova          | 2 – 0    | Eb-selejtező           | 88'       |
| 31. | 2023. június 20.     | Feröer           | 3 – 1    | Eb-selejtező           | 67'       |
| 32. | 2023. szeptember 7.  | Csehország       | 1 – 1    | Eb-selejtező           | 84'       |
| 33. | 2023. szeptember 10. | Lengyelország    | 2 – 0    | Eb-selejtező           | 62'       |
| 34. | 2023. október 17.    | Bulgária         | 2 – 0    | barátságos mérkőzés    |           |
| 35. | 2023. október 20.    | Feröer-szigetek  | 0 – 0    | Eb-selejtező           | 61'       |
| 36. | 2024. szeptember 10. | Grúzia           | 0 – 1    | Nemzetek Ligája        | 81' 90'   |
| 37. | 2024. november 16.   | Csehország       | 0 – 0    | Nemzetek Ligája        | 84'       |
| 38. | 2024. november 19.   | Ukrajna          | 1 – 2    | Nemzetek Ligája        | 46'       |
| 39. | 2025. március 21.    | Anglia           | 0 – 2    | Világbajnoki selejtező |           |
| 40. | 2025. március 27.    | Andorra          | 3 – 0    | Világbajnoki selejtező | 75' 90+2' |
| 41. | 2025. június 7.      | Szerbia          | 0 – 0    | Világbajnoki selejtező | 75'       |
| 42. | 2025. június 10.     | Lettország       | 1 – 1    | Világbajnoki selejtező | 82'       |

## Sikerei, díjai
Laçi
- Albán kupadöntős (1): 2017–18
- Albán Szuperkupa-döntős (1): 2018

 Lokomotiva Zagreb
- Horvát bajnoki ezüstérmes: 2019–20
- Horvát kupadöntős: 2019–20

 Ferencvárosi TC
- Magyar bajnok (2): 2020–21,[50] 2021–22[51][52]
- Magyar kupagyőztes (1): 2022[53]

 Granada
- Spanyol másodosztály bajnok (1): 2022–23

## Magánélet
Egy 2017 decemberében készült interjúban úgy nyilatkozott, hogy Cristiano Ronaldót tekinti példaképének és a portugál játéka inspirálja jobb teljesítményre.